# Condition des femmes en Tanzanie
Les rôles, les moyens de subsistance et la sécurité des femmes en Tanzanie se sont considérablement améliorés depuis le XXe siècle, comme en témoigne l'élection de Samia Suluhu Hassan, la première femme présidente du pays. Bien qu'il subsiste des vestiges d'une société autrefois fortement patriarcale (notamment en ce qui concerne certaines lois matrimoniales qui favorisent les traditions islamiques et chrétiennes), les localités modernisées - comme Dar es Salaam et Arusha - racontent l'histoire d'une mobilité ascendante. Les visiteurs de longue date, originaires de territoires plus libéraux, remarquent un nombre surprenant de femmes chefs d'entreprise, de cadres moyens et même d'agents de sécurité. Les taux relativement élevés de violence sexiste, ainsi que les obstacles à l'accès aux droits légaux et à l'éducation, laissent une large place à l'amélioration,,,.

## Rôles genrés
Dans la société tanzanienne, le statut commence dès la naissance et est fortement lié au sexe. Les bébés de sexe féminin se voient attribuer un titre, basé sur leur sexe, qui les soumet instantanément à leur identité sociale. Les filles sont appelées hheekuuso'oo « enfant qui va chercher de l'eau », tandis que les garçons sont appelés hee sla/a ou muk sla/a « enfant de la brousse ». La logique qui sous-tend cette tradition est que le rite de passage des femmes est la maternité, et qu'elles doivent donc rester près de leur foyer pour éviter les climats pollués et rester fertiles.
Cependant, dans les années 1980, les femmes commencent à exprimer leur désaccord quant à la répartition des tâches dans leur village - observant qu'elles font plus de travail que les villageois masculins. En 2006, une organisation locale tanzanienne le réitère par le biais d'une enquête. Il s'avére que même si les garçons et les filles travaillent côte à côte dans les fermes, les filles font également la cuisine, vont chercher de l'eau et s'occupent des tâches ménagères, tandis que les garçons se reposent pour la journée et attendent la nourriture.

## Différences domestiques
Traditionnellement, lorsque les jeunes filles deviennent épouses, elles obtiennent de leur mari une partie de la terre pour la production alimentaire. En plus de toutes les tâches ménagères, des soins aux enfants et aux personnes âgées, les femmes s'occupent du désherbage, de la plantation et de la récolte, tandis que les hommes n'effectuent que les travaux les plus lourds. Chaque fois que le mari quitte la maison pour une période prolongée afin de chercher du travail, la femme a l'entière responsabilité de l'entretien des cultures. Malgré cela, la terre est presque entièrement contrôlée par les hommes et l'autonomie économique des femmes se limite à la vente des récoltes excédentaires.
La violence sexiste que subissent les femmes découle des origines de la dynamique du mariage. Avec la popularité de la polygamie et l'échange de femmes contre des biens et de l'argent (dans les régions les plus rurales du pays), les femmes sont perçues comme des objets. Dans cette culture, 21% des femmes déclarent avoir subi des violences physiques ou des menaces de violences physiques, y compris des agressions sexuelles (généralement de la part de leur conjoint). Certaines lois en vigueur en Tanzanie limitent la possibilité pour les femmes d'échapper à ces mariages abusifs.

## Droits légaux et représentation parlementaire
La constitution nationale de 1977 garantit aux femmes une protection égale devant la loi et interdit toute discrimination fondée sur le sexe,.
La loi de 1971 sur le mariage fixe l'âge légal du mariage à 15 ans pour les filles et à 18 ans pour les garçons. Bien que cette différence d'age soit censée tenir compte de la différence de responsabilités martiales entre les hommes et les femmes, Rebeca Gyumi, fondatrice et directrice exécutive de l'initiative msichana - une ONG qui défend les droits des femmes - demande en 2016 que l'âge légal du mariage soit porté à 18 ans pour les filles. L'opposition ne disposant d'aucun recours juridique, la Haute Cour ordonne au gouvernement de relever l'âge légal à 18 ans pour les filles, alignant ainsi l'âge légal pour les deux sexes. Le gouvernement fait appel en 2019, mais la Haute Cour maintient sa décision. La Tanzanie ne tient pas de statistiques officielles sur les mariages d'enfants, mais les organisations de défense des droits de l'homme estiment que le pays a toujours l'un des taux de mariages d'enfants les plus élevés au monde,.
La loi tanzanienne sur les dispositions spéciales en matière d'infractions sexuelles exclut explicitement le viol conjugal des infractions pénales.
En 1985, la Tanzanie est l'un des premiers pays à établir un quota de femmes au parlement et le nombre de sièges réservés et de femmes membres du parlement ne cesse d'augmenter depuis,. Les femmes membres du parlement sont élues indirectement : les partis politiques fournissent une liste de leurs candidates à la Commission électorale avant les élections et la répartition des sièges réservés se fait proportionnellement entre tous les partis qui obtiennent plus de 5% du vote populaire. Ce système de quotas n'est pas destiné à être établi de façon permanente et les femmes politiques peuvent passer d'un siège réservé à un siège de circonscription lors des élections suivantes. Toutefois, lors de toutes les élections passées, le nombre de femmes ayant obtenu un siège de circonscription est nettement inférieur au nombre de femmes ayant obtenu un siège réservé,.
Le 19 mars 2021, Samia Suluhu Hassan devient la première femme présidente de la Tanzanie, plaçant une fois de plus le pays en tête de la plupart des autres nations, au moins dans la poursuite affichée de l'émancipation des femmes.

## Scolarité
En 2017, un décret signé par l’ex-président Magufuli, interdit aux filles enceintes et filles mères d'aller à l'école, le gouvernement demande aux chefs d’établissements tanzaniens d'expulser les filles enceintes et les filles mères. De nombreux chefs d’établissements, instaurent pour les jeunes filles des tests de maternité obligatoires 3 à 4 fois par an. La Banque mondiale estime que chaque année, 6 500 élèves enceintes interrompent leur scolarité en Tanzanie, tandis que des organisations non gouvernementales estiment que près de 8 000 élèves sont forcées d’abandonner chaque année à cause de ce décret. En 2021 la ministre de l’Éducation tanzanienne annonce l’abrogation de cette loi,.
La Banque mondiale estime que plus de 120 000 filles arrêtent l’école chaque année, toutes raisons confondues.
En 2022, le taux d'alphabétisation des femmes âgées de plus de 15 ans est de 79%.

## Mutilations génitales féminines
En Tanzanie, le taux de mutilations génitales féminines (MGF) est de 10%, sous forme d'excision, et d'infibulation. Les MGF se pratiquent dans cinq régions de la Tanzanie,. L’infibulation représente 97 % des MSF pratiquées en Tanzanie. 13% des MSF sont pratiquées dans les milieux ruraux, et 5% dans les milieux urbains. 
La loi de 1998 sur les dispositions particulières en matière d’infractions sexuelles interdit la mutilation sexuelle féminine chez les filles, c’est-à-dire, selon l’article 3 les « personne[s] du sexe féminin âgée[s] de moins de 18 ans ». Toutefois, elle ne prévoit aucune protection pour les femmes âgées de 18 ans ou plus. Cependant, dans son rapport annuel de 2008 portant sur la période allant de janvier à décembre 2007, Amnesty International affirme qu’aucun cas de poursuite judiciaire lié à des affaires de MSF n’a été signalé.
Il existe une école masaï qui accorde des bourses aux filles menacées de mutilation génitale féminine.

## Voir également
Droits de l'homme en Tanzanie